# Виновка
Виновка (рос. Виновка) — село у Городищенському районі Волгоградської області Російської Федерації.
Населення становить 45  осіб. Входить до складу муніципального утворення Єрзовське міське поселення.

## Історія
Село розташоване у межах українського історичного та культурного регіону Жовтий Клин.
Згідно із законом від 14 травня 2005 року № 1058-ОД органом місцевого самоврядування є Єрзовське міське поселення.

## Населення
| 2010 | 2014 | 2016 | 2017 |
| ---- | ---- | ---- | ---- |
| 22   | ↗27  | ↗39  | ↗45  |